# La quattordicesima domenica del tempo ordinario
Pour plus de détails, voir Fiche technique et Distribution.
La quattordicesima domenica del tempo ordinario est un film dramatique italien réalisé par Pupi Avati et sorti en 2023.

## Synopsis
Samuele et Marzio sont deux jeunes Bolonais qui, pendant les années du miracle économique, avaient formé un duo musical appelé la « Leggenda ». Le duo ne décolle pas et les deux amis prennent des chemins différents : Samuele devient un important directeur de banque, tandis que Marzio continue à s'essayer au monde du spectacle, mais n'obtient que des emplois modestes dans des chaînes de télévision provinciales.
Lorsque Marzio, devenu un vieil homme, tente de parler à Samuele en 2023 pour le convaincre de reformer le duo, il est brutalement mis à la porte par son ancien ami. Quelques jours plus tard, Samuele, bouleversé par la mort de son fils, se suicide. Le suicide de Samuele sera l'occasion pour Marzio de retrouver son ex-femme Sandra, dont le mariage s'était terminé de manière houleuse le jour même de la séparation du groupe Leggenda.

## Fiche technique
- Titre original : La quattordicesima domenica del tempo ordinario[1]
- Réalisation : Pupi Avati
- Scénario : Pupi Avati
- Photographie : Cesare Bastelli
- Montage : Ivan Zuccon
- Musique : Sergio Cammariere, Lucio Gregoretti (it)
- Effets spéciaux : Side Academy
- Décors : Marco Dentici (it)
- Costumes : Maria Fassari
- Production : Antonio Avati, Santo Versace, Gianluca Curti (it)
- Société de production : Duea Film, Minerva Pictures (it), Vision Distribution (it)
- Pays de production :  Italie
- Langue originale : italien
- Format : couleur et noir et blanc - 1,85:1
- Genre : film dramatique
- Durée : 98 minutes
- Dates de sortie : 
  - Italie : 4 mai 2023

## Distribution
- Gabriele Lavia : Marzio Barreca
- Edwige Fenech : Sandra Rubin
- Massimo Lopez (it) : Samuele Nascetti
- Lodo Guenzi (it) : Marzio Barreca jeune homme
- Camilla Ciraolo : Sandra Rubin en jeune fille
- Nick Russo Samuele Nascetti en jeune homme
- Cesare Bocci (it) : Le père de Marzio
- Sydne Rome : La mère de Sandra
- Jacopo Rampini : Giacomo
- Danny Puccini : Alvaro Avisi